# Astrosismología

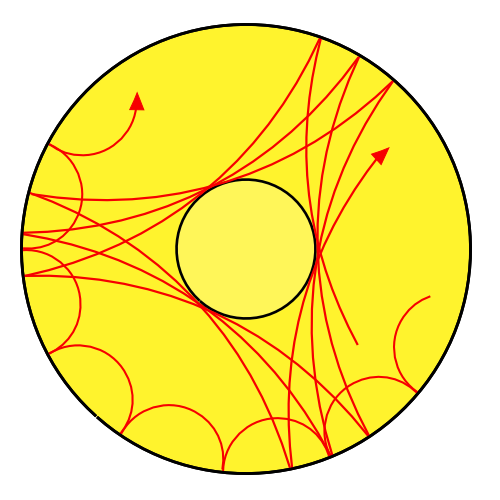
Diferentes modos de oscilación penetran a diferentes profundidades dentro de la estrella

La astrosismología (del griego ἀστήρ, Aster, "estrella"; σεισμός, sismos, "terremoto"; y -λογία,  logia , "hablar de"), también conocida como sismología estelar, es la ciencia que estudia la estructura interna de las estrellas pulsantes gracias a la interpretación de su espectro de frecuencias. Diferente modos de oscilación penetran a diferentes profundidades dentro la estrella. Estas oscilaciones dan información sobre el interior no observable de las estrellas de una manera similar a como la sismología estudia el interior de la Tierra y de otros planetas sólidos a través del estudio de las oscilaciones de los terremotos.
La astrosismología proporciona herramientas para estudiar la estructura interna de las estrellas. Las frecuencias de pulsación dan información sobre el perfil de densidad de la región donde se han originado las ondas y donde viajan y el espectro da información sobre sus constituyentes químicos.

## Historia
El descubrimiento de la pulsación de estrellas lejanas se remonta a finales del siglo XVIII [cita requerida] (se utilizan las cefeidas para calibrar las medidas de distancias galácticas), pero no será hasta el año 2000 que no se confirma la detección de oscilaciones similares a las del Sol en otras estrellas. La astrosismología conocerá un importante desarrollo con las misiones espaciales MOST, CoRoT o el proyecto de red de telescopios SONG. Se descubren numerosas estrellas de diferente masa, edad y estado de evolución que presentan oscilaciones. El objetivo es medir el espectro de frecuencia con suficiente precisión y resolución para poder deducir mejor la información sobre su estructura y los procesos físicos que se producen.

## Oscilaciones
La astrosismología estudia las oscilaciones conducidas por energía térmica y convertidas en energía cinética de pulsación. Este proceso es similar al de un motor de calor, en el que el calor se absorbe en la fase de alta temperatura de oscilación y se emite cuando la temperatura es baja. El mecanismo principal de las estrellas es la conversión neta de energía de radiación en energía de pulsación en las capas superficiales de algunos tipos de estrellas. Las oscilaciones resultantes se estudian asumiendo que son pequeñas, y que la estrella está aislada y esféricamente simétrica. En un sistema binario, las mareas estelares pueden tener una influencia significativa en las oscilaciones de las estrellas.

## Tipos de ondas
Las ondas en estrellas similares al Sol se pueden dividir en tres tipos:
- Modos acústico o de presión (p),[2] conducidas por las fluctuaciones de la presión interna de la estrella, su dinámica vendría determinada por la velocidad local del sonido.
- Modo gravitatorio (g), conducidas por flotabilidad,[4]
- Modo de gravedad superficial (f), similar a las olas del mar a lo largo de la superficie estelar.[5]

Dentro de una estrella similar al Sol como Alfa Centauri, los modos p son los más preponderantes ya que los modos g están básicamente confinados al núcleo por la zona de convección. Sin embargo, los modos g se han observado en estrellas  enanas blancos.

## Misiones espaciales
Una gran cantidad de misiones espaciales han mantenido y mantienen estudios sobre astrosismología como parte significativa de la propia misión.
- MOST: satélite  canadiense lanzado en 2003. Es la primera nave dedicada a la astrosismología.
- COROT: satélite dedicado a la astrosismología y en busca de planetas, fue lanzado en 2006 por la ESA.
- WIRE: satélite de la NASA lanzado en 1999. Un telescopio infrarrojos se usa ahora para la astrosismología.
- SOHO: misión conjunta ESA / NASA lanzada en 1995 para estudiar el Sol.
- Kepler: nave para la búsqueda de planetas lanzada por la NASA en 2009 y que actualmente realiza estudios de astrosismología en un millar de estrellas de su campo, incluyendo la KIC 11026764.[6][7]